# 孟買市區縣

孟買市區縣是印度的一個縣，位於該國西部，由馬哈拉施特拉邦負責管轄，面積157平方公里，識字率為88.48%，2011年人口3,085,411，人口密度每平方公里19,652人。

## 外部連結
- Govt of Maharashtra
- Official site of Mumbai city collectorate（页面存档备份，存于）

18°58′N 72°49′E / 18.96°N 72.82°E